# Château de Tullynally
Le château de Tullynally (aussi appelé Pakenham Hall Castle) est un château situé à 2 km de la ville de Castlepollard en direction du village de Coole, dans le comté de Westmeath en Irlande. Le bâtiment a été  le domicile de la famille de Thomas Pakenham et ensuite des comtes de Longford, pendant plus de 350 ans.

## Entrée du château
L'entrée du Château  est située à 1,5 km de la ville de Castlepollard sur la route de Coole et de la ville de Granard. Le château est environ à 20 km de la ville de Mullingar, à 80 km de Dublin.

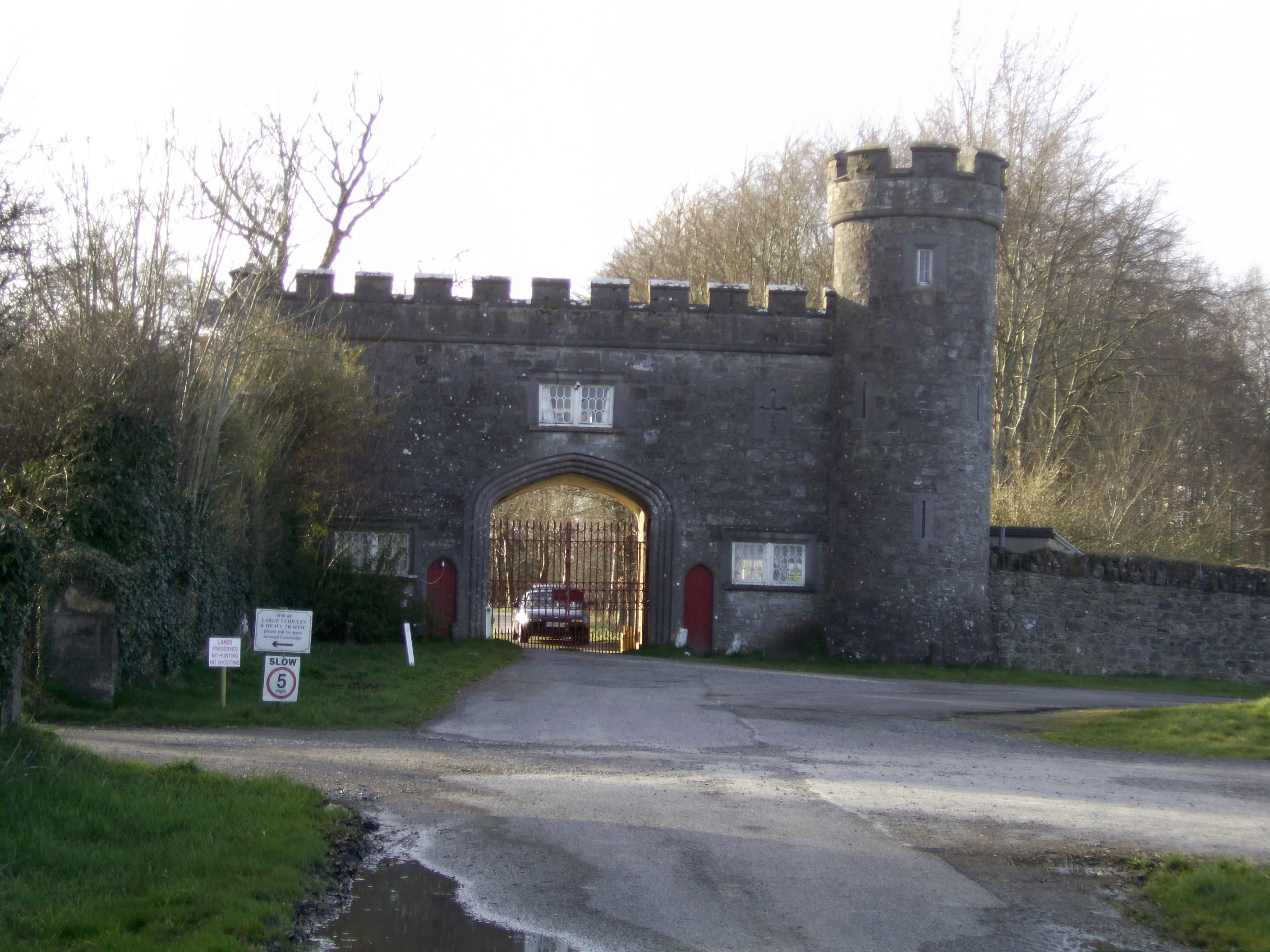
Entrée du château
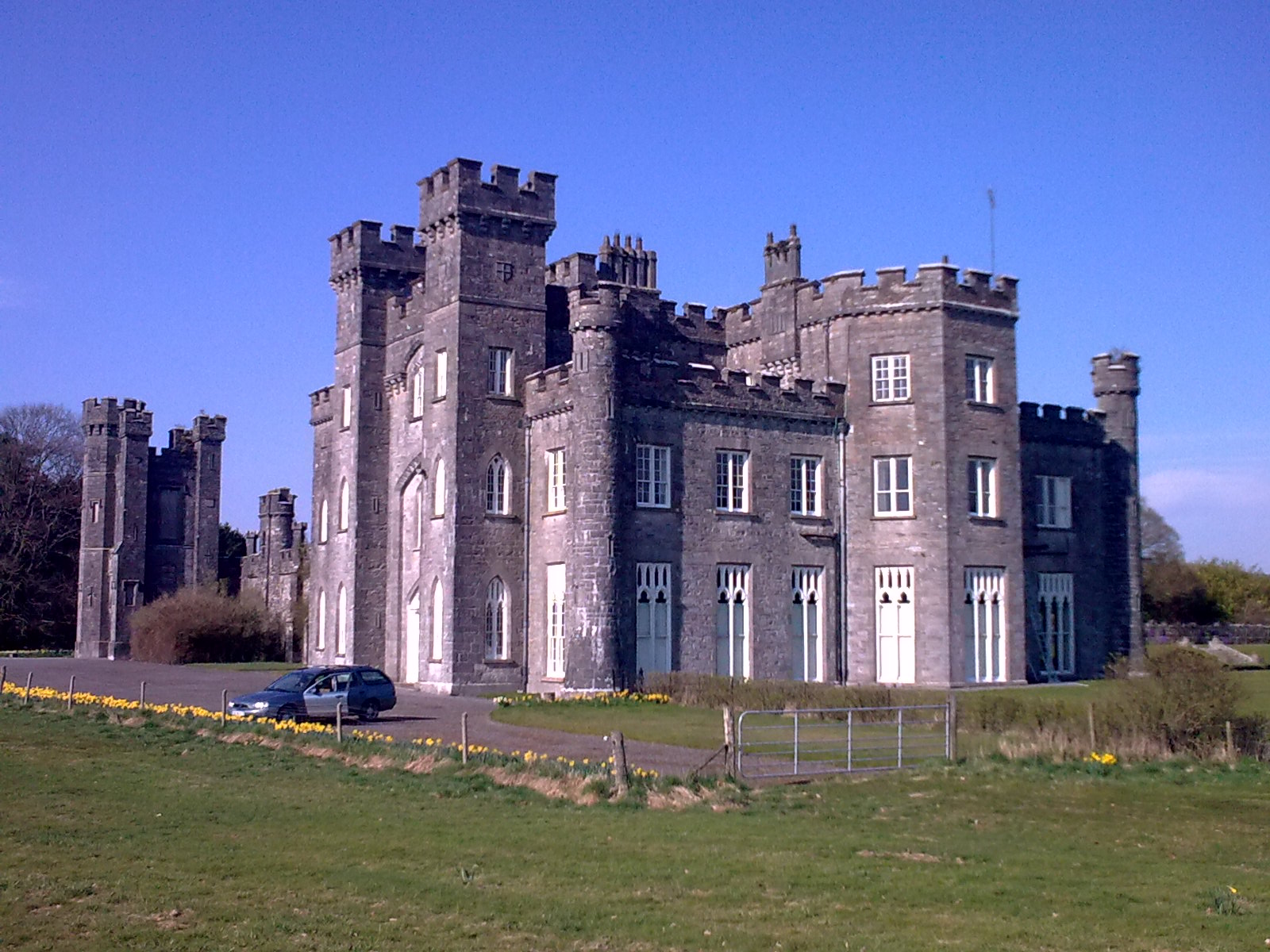
Château Knockdrin, MULLINGAR

## Autres Châteaux de Westmeath
- Ballinlough Castle
- Delvin Castle
- Killua Castle
- Château de Knockdrin
- Tyrrellspass Castle